# Imane Khelif
Imane Khelif (arabisk: Īmān Khalīf) (født 2. maj 1999) er en algeirsk professionel bokser, der vandt OL-guld i weltervægt (66-kilosklassen) ved sommer-OL 2024.

## Kontroverser
I 2023 blev Khelif diskvalificeret i kvindernes verdensmesterskab i boksning arrangeret af den internationale boksesammenslutning IBA, under henvisning til at Khelif angiveligt skulle være blevet testet med mandlige kønskromosomer (XY), men uden at offentliggøre testmetodologien. Kritikere mistænkte, at grunden var at Khelif tre dage forinden havde vundet over den russiske bokser Azalia Amineva, hvorefter Khelif bortdømtes fra guldkampen om verdensmesterskabet. IBA's russiske præsident Umar Kremlev, udtalte at en DNA-test havde påvist XY-kønskromosomer hos Khelif, mens Kremlev ved en senere lejlighed udtalte, at der var tale om en testosterontest og at man havde anvendt WADA-laboratorier. WADA indvendte at de kun kunne teste for doping.
Ved OL i Paris 2024 indvendte IOC-præsident Thomas Bach, at Khelif fuldt indfriede kriterierne for at stille op, Khelif er født og opdraget som kvinde, bærer et kvindeligt pas og er ikke faldt igennem i nogle offentliggjorte testninger.
Khelifs 2. OL-kamp i 2024 imod italieneren Angela Carini, der gav op efter 46 sekunder, bevirkede en mediestorm på internettet. Siden er Khelif gået rettens vej i Frankrig og indklaget blandt andre J. K. Rowling og Elon Musk for mediemobning.